# Leptoterantha mayumbensis
Leptoterantha mayumbensis là một loài thực vật có hoa trong họ Biển bức cát. Loài này được (Exell) Troupin mô tả khoa học đầu tiên năm 1949.